# Abbaye Saint-Pierre de Ratisbonne
L’abbaye Saint-Pierre de Ratisbonne (Benediktinerkloster Weih-Sankt-Peter) est une ancienne abbaye bénédictine à Ratisbonne, dans le diocèse de Ratisbonne.

## Histoire
L'abbaye est fondée à Ratisbonne par Marianus Scottus, un moine irlandais, vers 1070 à l'extérieur de la zone urbaine en face du mur d'Arnulf de Bavière sur le site actuel au nord de la gare centrale de Ratisbonne. Marianus va en pèlerinage à Rome avec deux compagnons et s'arrête à Ratisbonne, où son compatriote Mercherdach est reclus dans une cellule de l'abbaye d'Obermünster (de) depuis environ 1050. Comme le rapporte une légende, alors qu'il se prépare le matin pour continuer son voyage, Marianus voit l'église Saint-Pierre qui lui avait été assignée comme lieu de résidence dans le rêve nocturne. La petite église lui est laissée par l'abbesse d'Obermünster. Avec le soutien de riches citoyens de la ville, Marianus construit un petit monastère du même nom, dans lequel les moines emménagent en 1075 et devient un point de départ pour les monastères bénédictins irlandais sur le sol allemand, notamment l'abbaye Saint-Jacques de Ratisbonne et le Schottenkloster d'Eichstätt.
L'abbaye Saint-Pierre de Ratisbonne est démolie en 1552 en prévision de la guerre de Smalkalde, afin de ne pas offrir aux troupes ennemies une couverture et un refuge devant les fortifications de la ville. Tous les vestiges du bâtiment sont enlevés, de sorte que l'ancienne structure du monastère n'est plus tangible. La mémoire de l'abbaye est préservée grâce aux noms de Petersweg, Peterstor, la Peterskirchlein et l'ancien cimetière Saint-Pierre.

## Prieurs
Période irlandaise (1075–1515) :
- Deocarus : 1140
- Gerhard : 1150
- Gerhard : 1194
- Finan : 1204
- Felix : 1212
- Thaddaeus : 1216
- Deocarus : 1243
- Dominellus : um 1260
- Donellus : 1279
- Dominellus : 1282, 1284
- Macrobius : 1294, 1295
- David : 1311
- Johannes : 1315
- Petrus : 1318
- Gilbert : 1322
- Johannes : 1327–1330
- David : 1339–1339
- David : 1349
- Matthäus : 1350, 1363
- Petrus : 1364
- Matthäus : 1366–1369
- Eugen : 1373–1396
- Wilhelm : 1408, 1410
- Philipp : 1319
- Thaddäus Orygayn : 1422–1439
- Otto : 1439–1442
- Carl : 1444
- Thaddäus Oemaerkaechaen : 1449
- Otto : 1459
- Mauritius : 1461–1462
- Cornelius : 1474, 1479
- Edmund : 1482
- Matthäus : 1482
- Thomas : 1482–1483
- Donatus : 1486, 1491
- Nikolaus : 1493
- Philipp : 1494–1498
- Cornelius : 1498
- Donatus : 1501–1503
- Alban : 1503
- Johannes : 1504–1511
- Richard : 1514

Période écossaise (1515–1552) :
- Johannes Denys : 1515–1520
- Andreas Ruthven : 1520–1523
- Wilhelm Purves : 1523–1530
- Hieronymus Scott : 1530–1531
- Marianus Barclay : 1531–1540
- Hieronymus Scott : 1540–1546
- Alexander Bog : 1546–1550
- Balthasar Dawson : 1550–1552